# Кузма Петров-Водкин
Кузма Сергејевич Петров-Водкин (рус. Кузьма Сергеевич Петров-Водкин; 5. новембар 1878 – Лењинград, 15. фебруар 1939) био је руски и совјетски сликар. Његово рано иконографско дело користило је посебне креативне ефекте. Руска православна црква сматрала је та дела Петров-Водкина богохулом.
Био је први председник Лењинградског савеза совјетских уметника. Његови аутобиографски списи привукли су многе похвале и касније су поново издани.

## Биографија
Кузма Петров-Водкин је рођен у Хвалинску (Саратовска област  у породици локалног обућара. Његово прво упознавање са уметношћу било је у раном детињству, када је узео лекције од неколико иконописаца и знакографа. Ипак, Петров-Водкин се у то време није сасвим видео у уметности; након што је завршио средњу школу, запослио се током лета у малом бродоградилишту са плановима да упише железнички колеџ у Самари. Пао је на испитима и напустио је школовање.
Студирао је на Московској школи за сликарство, вајарство и архитектуру. Тамо је Петров-Водкин био ученик Валентина Серова, Исака Левитана, а посебно Константина Коровина. Године 1901. отпутовао је у Минхен да похађа часове Антона Ажбеа.
Дипломирао је 1904. године.
Још током студентских година, Петров-Водкин је успео да уђе у сукоб са Руском православном црквом, која је одбацила његов рад на капели у Самари и на крају га уништила као неприхватљив. Одређени број његових раних радова сматрани су превише еротским. Његово прво добро познато дело било је Сан (1910), које је изазвало дискусију међу савременим руским уметницима. Главни бранилац слике био је Александар Бенуа; а главни критичар био је Иља Репин. Друга велика дела тог времена укључују Дечаци у игри, и, посебно, Купање црвеног коња, (1912), његово најзначајније дело - симбол надолазећих друштвених промена. Купање црвеног коња је одмах постало класик и, у извесном смислу, заштитни знак уметника.
Уз помоћ совјетске владе, направио је неколико пропутовања по Совјетском Савезу, стварајући многа дела у дидактичке сврхе.
У фебруару 1939. Петров-Водкин је умро од туберкулозе у Лењинграду.
Највећа колекција Петров-Водкинових дела налази се у Државном руском музеју у Санкт Петербургу, где је од 2012. читава просторија у сталној поставци посвећена његовом раду. Меморијални музеј Петров-Водкин постављен је у кући коју је саградио за своје родитеље у родном граду Хвалинску; у музеју се приказује избор његових дела, као и дела других хвалинских сликара.

## Галерија
- Пољубац
- Петроградска Мадона
- Мајчинство
- На линији ватре
- Сан
- 1919. Узбуна.
- Момци у игри
- Купање црвеног коња
- Позориште. Фарса.
- Позориште. Трагедија.
- Мртва природа са харингом
- Јутро купача
- Рибарева кћи
- Гладни ратник
- Лењин